# 게일 허니컷

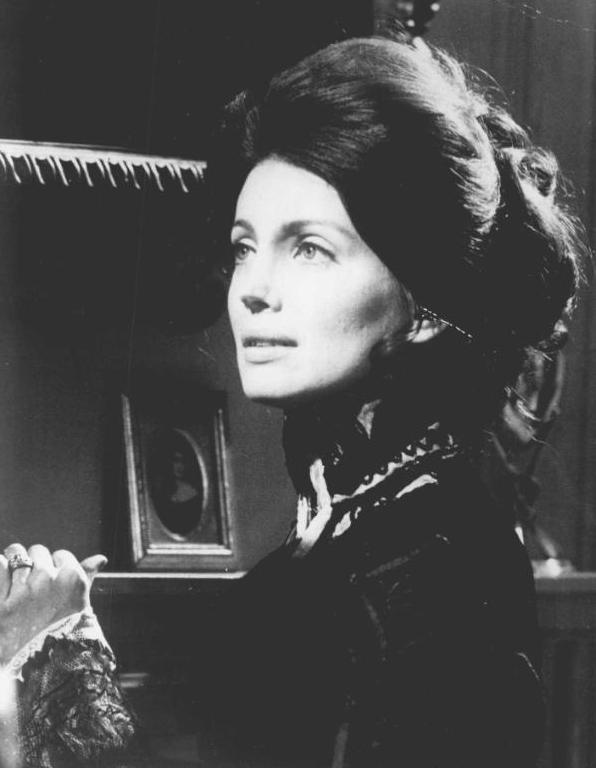
1972년 모습

게일 허니컷(Gayle Hunnicutt, 1943년 2월 6일 ~ 2023년 8월 31일)은 미국의 배우, 모델, 작가이다.
포트워스에서 태어났다.

## 출연 작품

### 영화
- 와일드 엔젤 (1966)
- 아이 오브 더 캣 (1969)
- 말로우 (1969)
- 프래그먼트 오브 피어 (1970)
- 스콜피오 (1973)
- 헬 하우스의 전설 (1973년) - 앤 배럿 역
- Nuits Rouges (1974)
- 돌아온 0011 나폴레옹 솔로 (1983, Return of the Man from U.N.C.L.E.)
- 표적 (1985)
- 드림 러버 (1986)
- 발레리나의 꿈 (1989, Zwei Frauen)

### 텔레비전
- 돌아온 세인트 (1979)
- 화성 연대기 (1980)
- 사랑의 유람선 (1980)
- 댈러스 (1989-91)